# Chloroceryle inda
Il martin pescatore verde e rossiccio (Chloroceryle inda (Linnaeus, 1766)) è un uccello coraciiforme della famiglia Alcedinidae.

## Distribuzione e habitat
Si trova nelle pianure dell'ecozona neotropicale, dal sud-est del Nicaragua al sud del Brasile meridionale.